# Gare d’Argelès-sur-Mer
Gare d'Argelès-sur-Mer – stacja kolejowa w Argelès-sur-Mer, w departamencie Pireneje Wschodnie, w regionie Oksytania, we Francji.
Jest stacją Société nationale des chemins de fer français (SNCF), obsługiwaną przez pociągi Intercités i TER Languedoc-Roussillon.